# Saint-Christophe, Vienne

Saint-Christophe este o comună în departamentul Vienne, Franța. În 2009 avea o populație de 352 de locuitori.